# Tresante
La historiografía llama tresantes (en griego antiguo: οἰ τρέσαντες hoi trésantes ‘trepidantes’) a los espartiatas que habían sido culpados de atimia, y en consecuencia privados de la ciudadanía plena y de la condición de homoioi, a causa de haber mostrado cobardía (griego κακοί, kakoí) o desobediencia durante una campaña militar.
Estos individuos no habían exhibido la andreía, el valor que caracterizaba al espartiata, quien, como afirma el rey Agis II, «no pregunta cuántos son los enemigos, sino dónde están».
Pero ocurre que hasta mediados del siglo V a. C. —tal vez hasta el terremoto que diezmó la población espartiata— la cobardía no sólo implicaba retroceder ante el enemigo, sino el mero hecho de sobrevivir a una derrota, una vergüenza que no era tolerada.
Sin embargo, como consecuencia del progresivo e imparable descenso del número de hoiomoi, esta actitud fue objeto de revisión, suavizándose poco a poco, hasta que tras el desastre de Leuctra en 371 a. C., donde murieron 400 de los 700 espartiatas participantes, Agesilao II propuso dejar que «la ley durmiera ese día»

## Estatus
Los tresantes eran excluidos de las sisitias, del gimnasio y de los equipos del juego de pelota. Se les relegaba a los últimos puestos en las danzas rituales. En la calle, debían ceder el paso y pasear con aire triste, ya que sus conciudadanos podían golpearlos; debían llevar ropa sucia y remendadas y afeitarse sólo una parte de la barba. Debían levantarse ante sus menores. Nadie les dirigía la palabra, nadie les daba fuego. Sus hijas se quedaban solteras y a su cargo. Si estaban solteros, no podían casarse, y se les aplicaba la multa de los solteros. Según Plutarco, eran excluidos de las magistraturas. Tucídides añade que no podían hacer transacciones legales. 
Los malos tratos infligidos a los tresantes recuerdan las condiciones de vida de los ilotas. Según Antíoco de Siracusa, los ilotas son antiguos tresantes: Antíoco dice que, «durante las guerras mesenias, aquellos lacedemonios que no tomaron parte en la expedición fueron declarados esclavos y llamados ilotas; en cuanto a los niños nacidos durante la expedición, se les llamó partenias y se les disminuyó todos los derechos.»
Sin embargo, los tresantes podían acceder a los lugares públicos, contrariamente a los ilotas, que sufrían una exclusión total. Además, podían redimirse en la guerra, como en el caso de los guerreros de Esfacteria que fueron finalmente rehabilitados.